# Elefante (araldica)
In araldica l'elefante simboleggia fortezza e grandezza d'animo ed è anche emblema di stirpe antica, potente, inflessibile per l'età che può raggiungere, per la sua forza e per l'impossibilità di piegare le ginocchia. L'elefante d'argento è stato spesso assunto nello stemma da chi, dopo aver scavalcato un nemico, gli concedeva la vita; quello d'oro da chi, oltre la vita, gli concedeva la libertà.

D'azzurro, all'elefante di rosso con la proboscide alzata e le zanne al naturale, sormontato dalla lettera maiuscola A, pure di rosso. Motto: "S.P.Q.C." (u Liotru nello stemma di Catania)
D'argento, all'elefante di nero, allumato del campo, difeso, unghiato e gualdrappato d'oro e sostenente una torre di rosso aperta e finestrata del secondo (Hilfikon, Svizzera)
Elefante passante (Kuchen, Germania)
Testa di elefante (Deggingen, Germania)
Di verde, alla testa d'elefante d'argento (stemma della Costa d'Avorio)
D'azzurro, all'elefante rivoltato d'argento (Pégomas, Francia)

## Posizione araldica ordinaria
L'elefante si rappresenta, di norma, fermo.

## Attributi araldici
- Cinghiato quando ha una cinghia attorno al corpo
- Fermo se riposa sui quattro piedi
- Gualdrappato se coperto da gualdrappa
- Sostenente quando sostiene una torre (o altro strumento)